# Tlouštkovací frézka

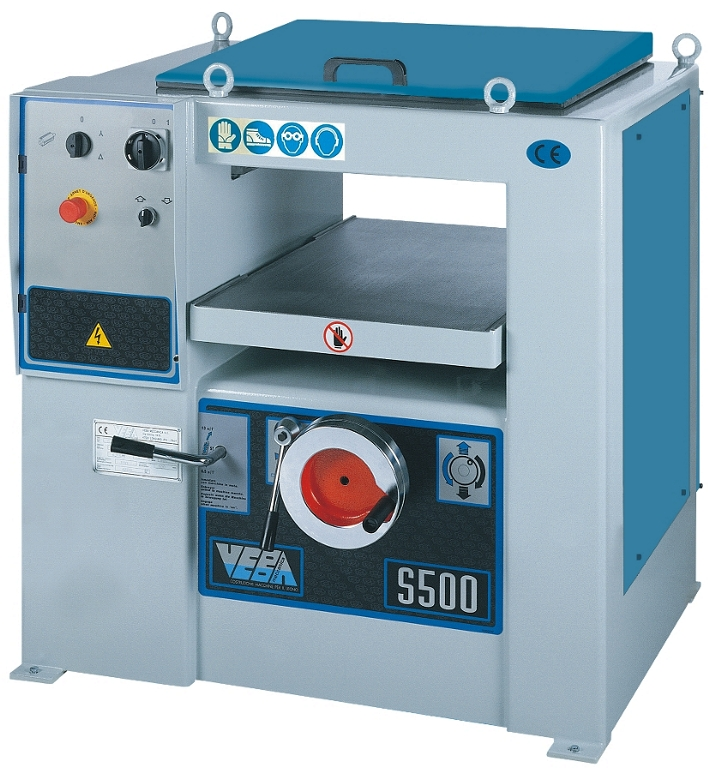
Tloušťkovací frézka

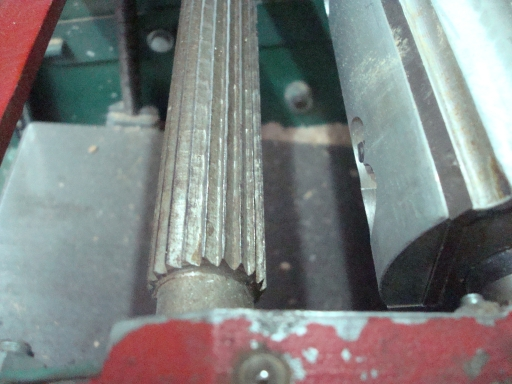
Detail nožového vřetena a vstupního podávacího válce

Tloušťkovací frézka (protahovačka) je dřevoobráběcí stroj sloužící k frézování ploch dřeva a zároveň k obrobení na konstantní tloušťku/výšku. Stroj spolu se srovnávací frézkou nahrazuje operaci ručního hoblování, práce na těchto strojích je tedy v praxi rovněž označována jako „hoblování“. Funkce srovnávací a tloušťkovací frézky může být kombinována v jednom stroji.

## Popis stroje
Stroj se skládá z výškově stavitelného stolu, nožového vřetena stejného jako ve srovnávačce a posuvných válců, z nichž přední je rýhovaný a zadní hladký (někdy pogumovaný). Na straně vkládání materiálu je série zpětných bezpečnostních klapek, které brání zpětnému vrhu materiálu. Materiál je obráběn shora, nesousledně. Před tlouštkováním by měla být protilehlá plocha ohoblována na srovnávačce. Výška tlouštkování se u starých strojů nastavuje lidskou silou, u moderních elektromotoricky.
Typické parametry:

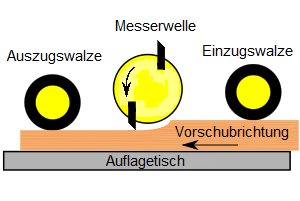
Diagram funkce (popisky německy)

- hoblovací šíře (délka nožového vřetene): 200–600 mm
- max. výška tlouštkování: 100 – 200 mm
- max. úběr třísky na jeden průjezd: 3–10 mm
- nožové vřeteno: průměr 100–160 mm, 2–4 nože, 5000–6000 RPM)
- hlavní elektromotor: asynchronní 2-pólový, zpravidla třífázový (jednofázový pouze u hobby strojů), příkon 2–4 kW